# Rhectomia liebherri
Rhectomia liebherri är en biart som beskrevs av Engel 1995. Rhectomia liebherri ingår i släktet Rhectomia och familjen vägbin. Inga underarter finns listade i Catalogue of Life.